# Forum Chriesbach

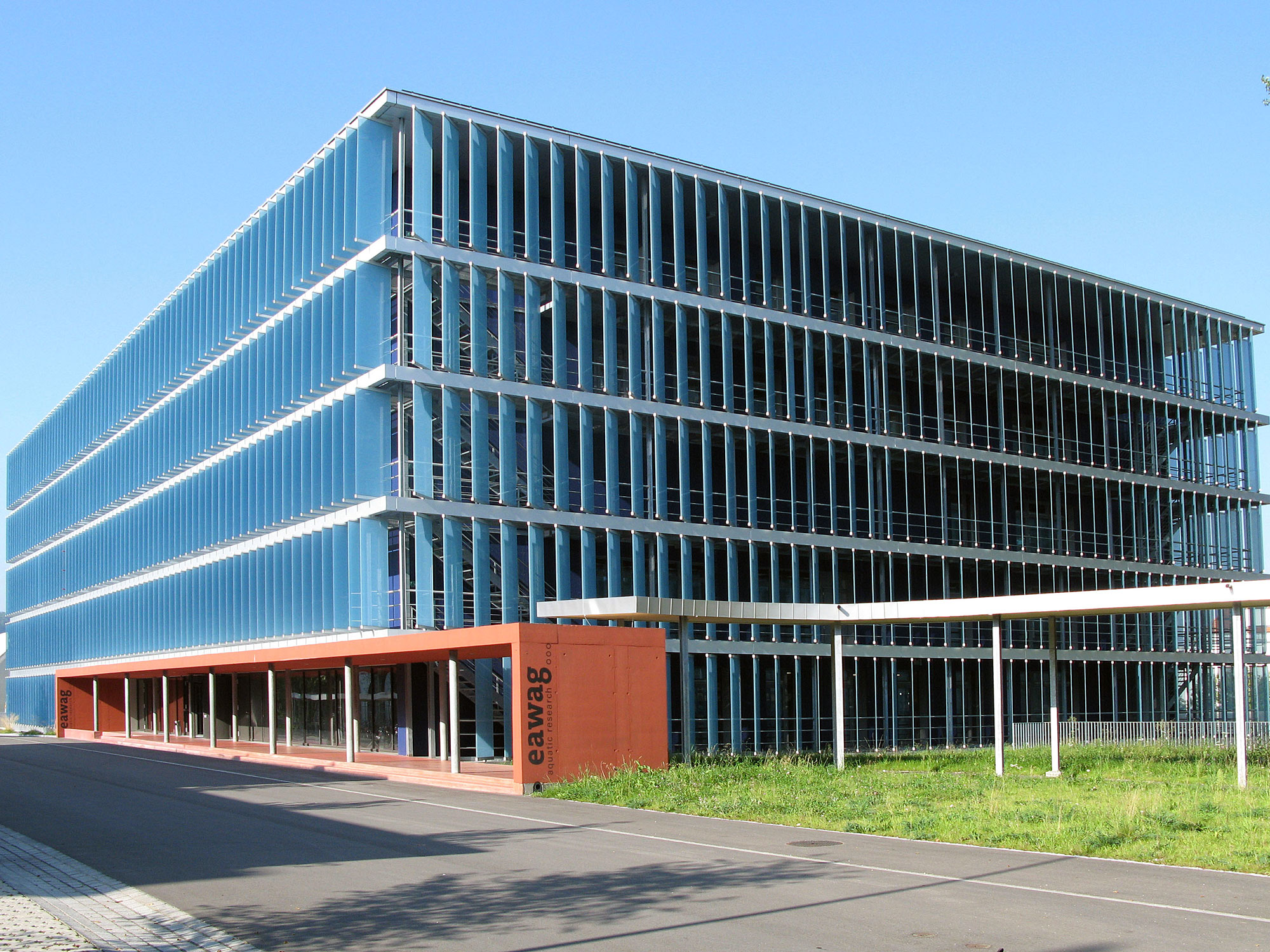
Eawag Dübendorf, Forum Chriesbach

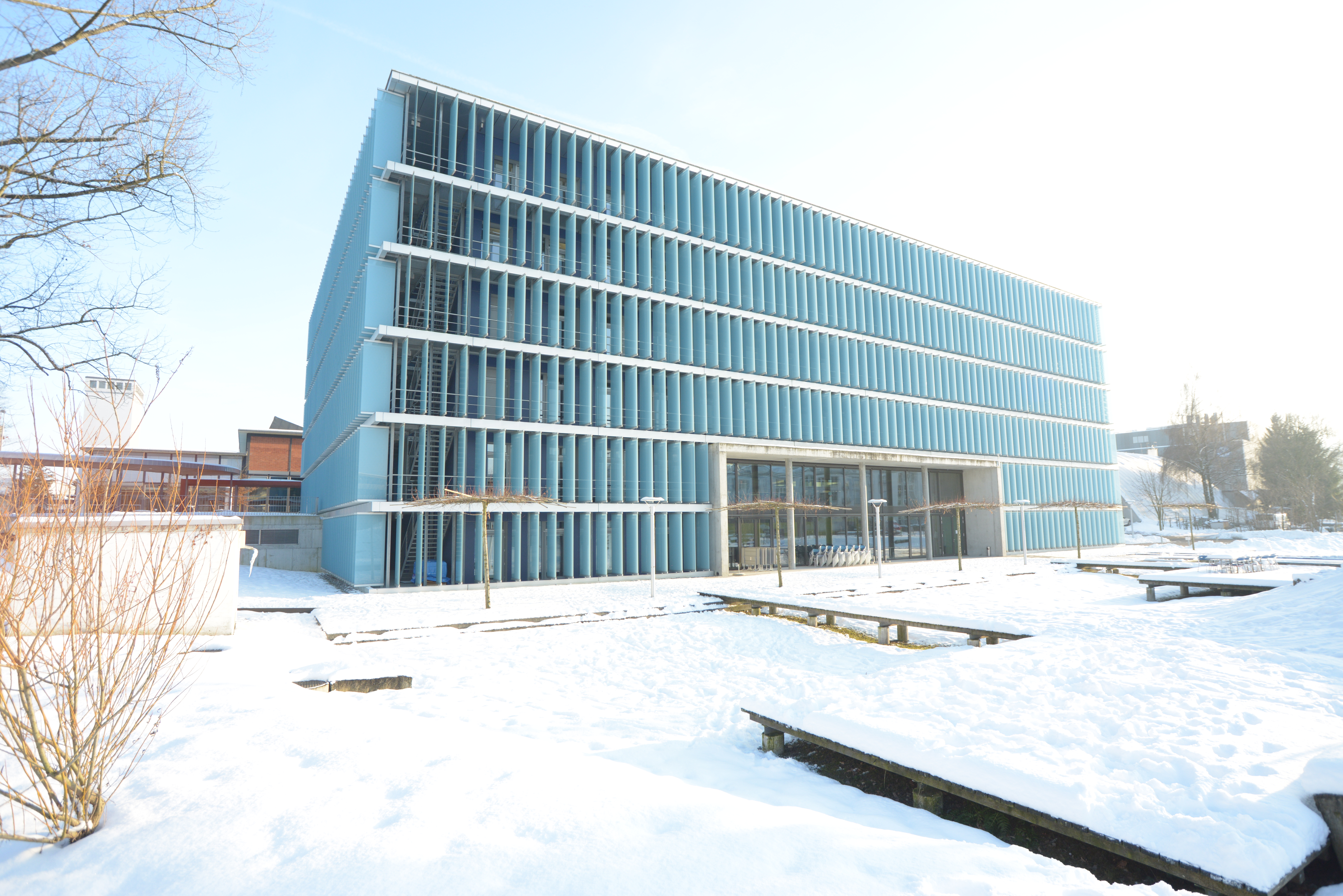
Gebäude im Winter

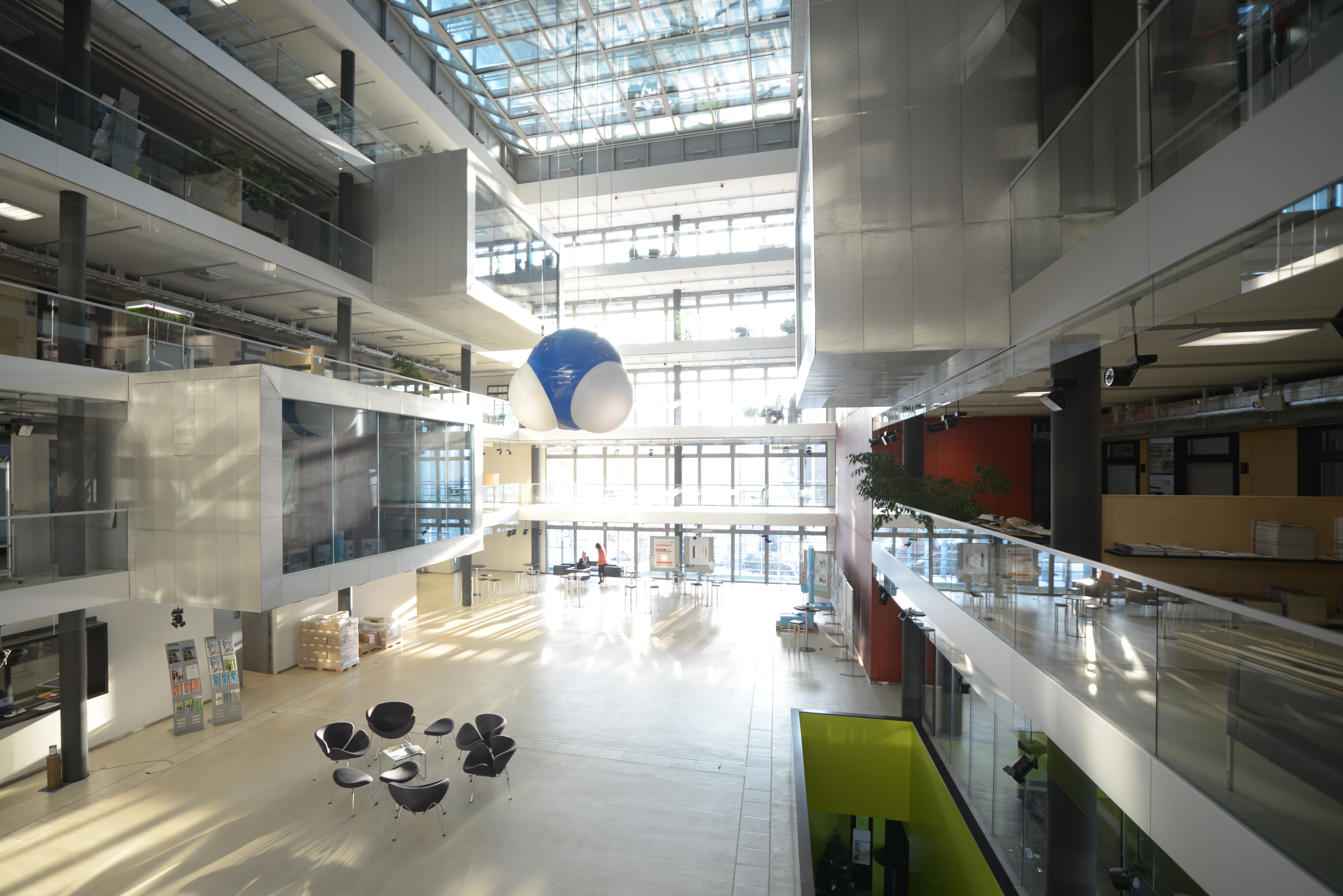
Atrium

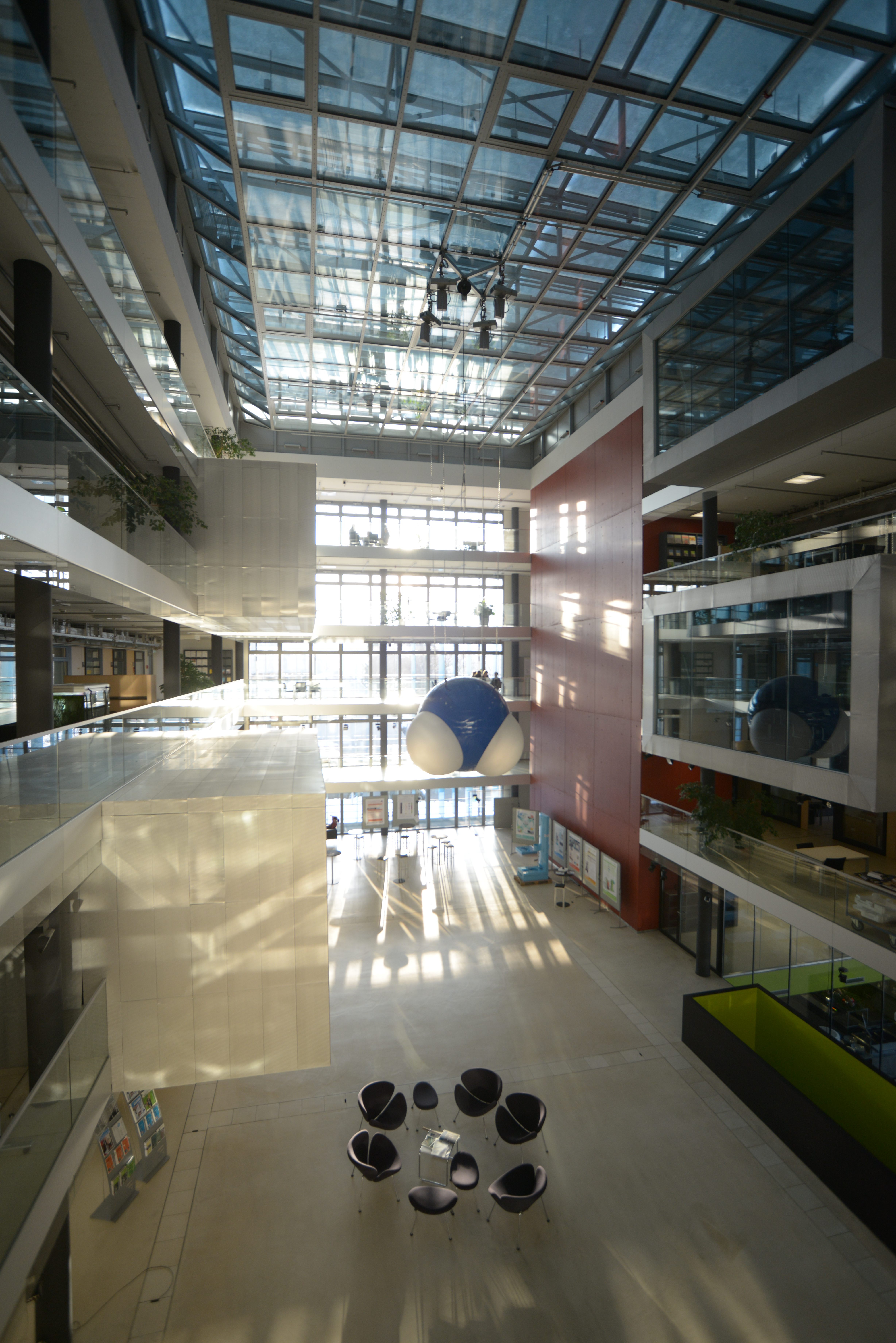
Atrium

Das Forum Chriesbach ist das Hauptgebäude der Eawag, des Wasserforschungsinstituts des ETH-Bereichs, und steht auf dem Empa-Eawag-Areal in Dübendorf, Kanton Zürich.

## Gebäude
Das Verwaltungs- und Forschungsgebäude wurde innert zweier Jahre nach strengen Anforderungen der Nachhaltigkeit gebaut und im Juni 2006 bezogen. Das Forum Chriesbach gilt als Vorbild für eine neue, nachhaltige Gebäudegeneration, hat zahlreiche Auszeichnungen gewonnen und ist international viel beachtet. In einer Studie konnte gezeigt werden, dass das Gebäude trotz etwa fünf Prozent höherer Investitionskosten bereits nach etwa 13 Jahren wirtschaftlich günstiger ist, als ein vergleichbarer konventioneller Bau. Besonders am Forum Chriesbach ist, dass es praktisch ohne Heizung und Kühlung auskommt und trotzdem ein angenehmes Raumklima herrscht. Mit einem Heizwärmebedarf von 24 kWh/m² Jahr entspricht das Gebäude höchsten Anforderungen gemäss geltendem Energiestandard. Die Temperaturregulierung erfolgt hauptsächlich durch Erwärmung der Zuluft und durch eine automatische Nachtauskühlung an heissen Sommertagen. Nur ein Viertel der Wärmeenergie muss über das Wärmenetz des Empa-Eawag-Areals zugeführt werden, der Hauptteil stammt von internen Wärmequellen wie den Computerservern und von der Sonne. Die blauen, der Sonne automatisch nachgeführten Glaslamellen an der Fassade dienen hauptsächlich der Beschattung im Sommer.
Knapp ein Drittel des benötigten elektrischen Stroms (195'000 kWh im Jahr 2007) wird in der Photovoltaikanlage auf dem Dach des Forum Chriesbach erzeugt. Der Rest wird in anderen Solarstromanlagen der Eawag erzeugt oder als Ökostrom mit dem Label naturemade star eingekauft. Der Strombedarf wird dominiert durch die Computerserver der Eawag, welche alle zentral im Keller des Forum Chriesbach installiert sind.
Quelle:

## Projekt
Die Eawag wollte beispielhaft zeigen, dass sie sich für einen schonungsvollen Umgang mit natürlichen Ressourcen nicht nur in ihrer Lehre und Forschung einsetzt, sondern auch selber entsprechend handelt. Das Gebäude sollte gemäss dem 2001 formulierten Pflichtenheft an die Grenzen des zur Zeit der Planung Machbaren gehen. Die ebenfalls am Bau beteiligte Schwesterinstitution Empa, half, diese Grenzen zu definieren. 2002 ging das Team Bob Gysin + Partner BGP Architekten mit ihrem Projekt «Vision» aus dem Wettbewerb für einen Studienauftrag als Sieger hervor. Der Neubau dient als Ersatz für eine Mietliegenschaft und zur räumlichen Optimierung des Eawag Gebäudeparks in Dübendorf. Das Schweizer Parlament stimmte dem Kredit von 30'000'000 CHF 2003 zu, im April wurde das Generalunternehmer-Mandat an Zschokke Generalunternehmung AG (heute Implenia) vergeben. Im Juni 2006 fand die Schlüsselübergabe statt. Dieser folgte eine zweijährige Optimierungsphase, während derer das Knowhow von Planungs- und Bau-Team den Nutzern und Betreibern übergeben, Mängel behoben und die Steuerung der Haustechnik optimiert wurden.

## Architektur
Das Raumprogramm des Forum Chriesbach umfasst 165 Büroarbeitsplätze, ein Vortragssaal für 140 Personen, zwei Seminarräume für je 40 Personen, verschiedene Besprechungs- und Sitzungszimmer mit 106 Plätzen sowie grosszügige Kommunikationszonen im Atrium. Das Gebäude beherbergt zudem die gemeinsame Bibliothek (Lib4RI) von Eawag, Empa, WSL und PSI und ein mit Biolabel zertifiziertes Personalrestaurant. Das Gebäude ist u-förmig mit der offenen Seite gegen Süden orientiert. Durch die verglaste Südseite und das Dach des Atriums kann sowohl Tageslicht ins Innere des Gebäudes dringen als auch passiv Solarwärme gewonnen werden. Die blauen Glaslamellen an der Fassade sind an den Fluchtbalkonen montiert. Sie prägen das Erscheinungsbild des Hauptsitzes des Wasserforschungsinstituts Eawag. Das Stahlbetonskelett des Gebäudes wirkt temperaturausgleichend und sorgt zusammen mit der automatischen Nachtauskühlung und den Lehmwänden für ein angenehmes Raumklima. Die Medienzufuhr erfolgt von zwei Steigzonen aus offen an der Gebäudedecke und gewährleistet nicht nur einen einfachen Unterhalt, sondern auch eine flexible Gestaltung der Raumeinteilung. Im Zentrum des Atriums hängt als Kunst am Bau das überdimensionierte Modell eines Wassermoleküls, auf dessen transparente Hülle von innen Texte und Bilder projiziert werden können.

## Nachhaltigkeit

### Energie
Grundsatz bei der Planung war, zuerst den Energiebedarf zu minimieren und dann die beste Lösung für die Energieversorgung zu finden. Der Einbezug des Eawag Umweltteams und der zukünftigen Nutzer bereits bei der Formulierung der Bedürfnisse an den Neubau war daher naheliegend und resultierte unter anderem in folgenden Anforderungen: Möglichst viel Tageslicht an den Arbeitsplätzen; Heizung und Kühlung nur dann und dort, wo ein Bedarf besteht; gemeinsame Druck- und Kopiergeräte; effiziente Bürogeräte; etc. Ein aus Architekten und Fachplanern zusammengesetztes Team sorgte dann für eine integrale Planung, bei der Architektur und Haustechnik sorgfältig aufeinander abgestimmt wurden. Im Forum Chriesbach wird die Raumtemperatur über die Lüftung kontrolliert. Frischluft wird über ein Erdregister angesogen, im Winter durch den Boden vorgewärmt und im Sommer gekühlt. Mit der Kühlung der Computerserver wird ein Teil der Frischluft erwärmt und trägt damit während der kalten Jahreszeit zur Heizung des Gebäudes bei. Bei Bedarf wird zusätzlich die Wärme der Abluft zurückgewonnen und die Zuluft mit Warmwasser aus dem zentralen 12 m³ Wärmespeicher erwärmt. Dieser wiederum wird durch die thermische Solaranlage, die Abwärme der Kältemaschinen des Personalrestaurants und das Arealwärmenetz gespeist. Das Gebäude umfasst ein Volumen von 38'615 m³ und eine Energiebezugsfläche EBF von 11'170 m² (EBF0 = 8'270 m²). Der Wärmebedarf des Forum Chriesbach betrug 2007 106'410 kWh (9,5 kWh/m²). Davon wurden 63'971 kWh vom Arealwärmenetz bezogen und den Rest lieferten die thermische Solaranlage (50 m² Vakuumröhren-Kollektoren) sowie die die Kältemaschinen. Der Strombedarf betrug 238.000 kWh (21,3 kWh/m²) inkl. Computer-Server. Die Photovoltaikanlage (459 m², 77 kWp) steuerte 74'235 kWh an die Stromversorgung bei.
Quelle:

### Wasser
Im Areal um das Forum Chriesbach versickert Regenwasser direkt oder via Versickerungsbecken ins Grundwasser. Für die Toilettenspülung wird das Niederschlagswasser vom Dach in ein offenes 80 m³-Becken im Garten geleitet und von dort über eine Filteranlage zu den Toiletten gepumpt. Im Forum Chriesbach wurden neben wasserlosen Urinalen auch sogenannte NoMix-Toiletten eingebaut, in welchen Urin separat gesammelt wird. Im Untergeschoss betreibt ein Forscherteam der Eawag eine Pilotanlage zur Untersuchung von Verfahren zur Düngerproduktion aus dem Urin. Die pro Jahr im Forum Chriesbach benötigten 1'300 Liter Trinkwasser sind für die Lavabos und das Personalrestaurant. Erkenntnisse aus einem weiteren Forschungsgebiet der Eawag wurden im Zusammenhang mit dem Neubau des Forum Chriesbach ebenfalls umgesetzt: Der stark verbaute Chriesbach wurde revitalisiert und im Eawag-Areal mit einem Freiluftlabor zu Ausbildungs- und Demonstrationszwecken ausgestattet.
Quelle:

## Auszeichnungen
- 2008: Marketing + Architektur Award
- 2008: AIT Office Application Award
- 2008: Premio Internazionale Fassa Bortolo
- 2008: Prime Property Award
- 2008: Gebäudetechnik Award
- 2008: Contractworld Award (Shortlist)
- 2007: World Clean Energy Awards (Nominee)
- 2007: Watt d’Or
- 2007: Velux Stiftung, Tageslicht-Award
- 2006: Solarpreis
- 2006: Swisspor Innovationspreis

Quelle: